# Pedro Ferrer
Pedro Ferrer Mula (L'Avana, 22 gennaio 1908 – ...) è stato un calciatore cubano, di ruolo attaccante.

## Carriera
Partecipò al Mondiale del 1938 con la Nazionale cubana.